# 에밀리 앙데올
에밀리 앙데올(프랑스어: Émilie Andéol, 1987년 10월 30일~)은 프랑스의 은퇴한 유도 선수이다. 2016년 하계 올림픽에서 금메달을 획득하였으며, 세계 선수권 대회에서 동메달 2개, 유럽 선수권 대회에서 금메달 1개, 은메달 1개를 획득하였다.

## 경력
보르도의 마르티니크에서 본토로 건너온 이주민 가정에서 태어났다. 유년 시절 마르슈프림의 유도 도장에서 유도에 입문했다. 이후 프랑스 국립 스포츠 연구원(INSEP) 유도팀에 입단하며 본격적으로 선수 생활을 시작했으며, 2007년에 프랑스의 전통 유도 강호 클럽인 레드스타 샹피니에서 선수 생활을 시작했다.
2014년 4월 몽펠리에에서 열린 2014년 유럽 선수권 대회에서 리투아니아의 산드라 야블론스키테, 독일의 프란치스카 코니츠, 보스니아 헤르체고비나의 라리사 체리치를 누르고 금메달을 획득했다.
2016년 8월 브라질 리우데자네이루에서 2016년 하계 올림픽 헤비급에 프랑스 국가대표로 참가하였다. 멕시코의 바네사 삼보티, 튀니지의 니헬 셰이크 루후, 중화인민공화국의 위쑹을 차례로 누르고 결승에 진출했으며, 결승전에서 2012년 하계 올림픽 우승자인 쿠바의 이달리스 오르티스를 연장전 끝에 누르기로 한판승을 따내며 금메달을 획득했다.